# Jean-Marc Guillou
Pour les articles homonymes, voir Guillou.
Jean-Marc Guillou est un footballeur et entraîneur français né le 20 décembre 1945 à Bouaye (Loire-Inférieure). Milieu de terrain, il commence à jouer au SCO Angers avant de poursuivre sa carrière sous les couleurs de l'OGC Nice. Il dispute avec l'équipe de France la Coupe du monde de football de 1978.

## Biographie

### En club
Il débute en cadets à l'âge de 11 ans au Sporting Club paimblotin de Paimbœuf (aujourd'hui FC de l'Estuaire), au sud de Saint-Nazaire. Il continue sa carrière au niveau amateur au Sporting Club Nazairien qui évolue en C.F.A.(actuel National) et Division d'Honneur dont il devient la pièce maîtresse. Ses performances remarquées lui permettent de commencer une carrière professionnelle au S.C.O. d'Angers.
Formé au SCO Angers dans les années 1960, il s'impose comme le maître à jouer d'une équipe dont le style surpasse, entre 1969 et 74, le célèbre « jeu à la nantaise » du puissant voisin de l'Ouest. Milieu offensif hors pair, Jean-Marc Guillou est un technicien incomparable du dribble et de la passe, un génie et un artiste inimitable qui resta trop longtemps dans l'ombre. Homme intelligent et cultivé, artisan du beau jeu, le poète Guillou imprime sa marque et son jeu délié qui permet à l'équipe du SCO d'Angers de vivre ses plus belles années. 
Avec le SCO, il est champion de France de division II en 1968-69 avec Jean-Pierre Dogliani (l'autre cerveau de l'équipe), saison exceptionnelle qui permet à Angers d'enregistrer le record du plus grand nombre de buts marqués en une saison pour un club professionnel (128 buts en 40 matchs !). Il abonne par la suite son club aux cinq premières places de division I ce qui le mène à participer en 1972/73 à la Coupe de l'UEFA (éliminé par le Dynamo Berlin). Avec l'autre milieu Albert Poli, les attaquants Éric Edwige, Bojidar Antić et Marc Berdoll, Guillou orchestre l'animation offensive des Blancs du SCO d'une main de maître. 
Recruté par l'OGC Nice à l'été 1975, il forme avec Roger Jouve et Jean-Noël Huck un milieu de terrain très offensif, pratiquant un football intuitif, bien léché, et spectaculaire. Lors de la saison 1975/76, l'OGC Nice lutte pour la course au titre de champion de France avec le prestigieux AS Saint-Étienne de Jean-Michel Larqué et Christian Synaeghel ; vice-champion, Nice réalise l'une de ses meilleures saisons en 1re division. Il dispute avec les Aiglons niçois la finale de la Coupe de France 1978 face à l'AS Nancy-Lorraine, défaite 1 à 0 (but de Platini).
Guillou reçut en novembre 2009 le trophée de « joueur du siècle » du SCO d'Angers, à l'occasion des 90 ans du club.

### En équipe nationale
Il commence bien tard sa carrière en équipe nationale, car son style ne correspond pas à celui des Bleus fondé alors sur le physique et le béton ... Il est appelé pour la 1re fois le 23 mars 1974, à 29 ans, par le sélectionneur Stefan Kovacs à l'occasion d'un match contre l'équipe de Roumanie (victoire 1-0). Il avait été convoqué une première fois, sans rentrer sur le terrain, pour le match France-Grèce du 8 septembre 1973. Il s'impose alors rapidement parmi les Bleus pour devenir à plusieurs reprises meneur de jeu. Il marque 3 buts pour l'équipe de France (contre la RDA en 1974, et deux contre l'Islande en 1975). 
Il termine sa carrière en équipe de France lors d'un match de Coupe du monde de football de 1978 perdu contre l'équipe d'Italie (1-2, le 2 juin à Mar del Plata).
Entre 1974 et 1978, il compte 19 sélections en équipe de France, dont une lors de la Coupe du monde de football de 1978. Jean-Marc Guillou porte également le maillot de l'équipe de France B à deux reprises en 1971-72.

### Carrière de technicien
De 1969 à 1972 Jean-Marc Guillou avec sa Fiat 128 blanche venait déjà entraîner les équipes jeunes du club de Saint Lambert du Lattay et de Jallais le jeudi après-midi. Beaucoup en gardent d'ailleurs de bons souvenirs. 
De 1980 à 1981, Jean-Marc Guillou entraîne Neuchâtel Xamax vers ses premiers matches de coupe d'Europe. 
De 1981 à 1983, Jean-Marc Guillou est entraineur joueur du FC Mulhouse. En 1981-82, en seconde division (qui compte alors deux groupes de 18 équipes), il met en place un jeu conforme à ses convictions, basé sur la circulation du ballon et l'offensive. Le FC Mulhouse enchante les publics et termine avec la meilleure attaque, mais est devancé d'un petit point par le FC Rouen ultra-défensif entraîné par Robert Vicot.
Contraint de passer par les barrages, le FC Mulhouse accède superbement à la première division en écartant le CS Thonon (second de l'autre groupe) avec deux victoires (3-0 et 2-1) puis l'US Valenciennes-Anzin (18e de première division) toujours de façon spectaculaire : 5-2 et 1-1.
L'année suivante, en première division, Jean-Marc Guillou tente de maintenir son équipe en continuant à pratiquer un beau jeu, mais son effectif est trop juste et le FC Mulhouse termine dernier, toutefois à 3 points seulement de la place de barragiste.
Pour l'anecdote, il faut noter que l'équipe de Jean-Marc Guillou participa cette année-là au tournage d'une fiction titrée 3 morts à zéro 
Guillou est ensuite le fondateur de l'école de football d'Abidjan (Académie de Sol Beni) et successivement directeur technique et entraîneur de l'ASEC Abidjan. « Académie Jean-Marc Guillou » est désormais un label réunissant plusieurs écoles de football notamment en Algérie, à Madagascar ou au Vietnam.
Il est brièvement président du FC Mulhouse en 1989-1990. 
En février 2010, Guillou se porte candidat à la sélection des Éléphants, afin de succéder à Vahid Halilhodžić, sur la sellette après la triste performance de la Côte d'Ivoire lors de la CAN 2010.

## Palmarès

### En club
- Champion de France de Division 2 en 1969 avec le SCO Angers

### En équipe de France
- 19 sélections et 3 buts entre 1974 et 1978
- Participation à la Coupe du Monde en 1978 (Premier Tour)

### Distinction individuelle
- Élu joueur français de l'année par le magazine France Football en 1975

## Carrière

### Joueur
- 1958-1966 :  Sporting Club Nazairien
- 1966-1975 :  SCO Angers
- 1975-1979 :  OGC Nice
- 1979-1981 :  Neuchâtel Xamax
- 1981-1983 :  FC Mulhouse
- 1983-1984 :  AS Cannes

### Entraîneur
- 1980-1981 :  Neuchâtel Xamax
- 1981-1983 :  FC Mulhouse
- 1983-1985 :  AS Cannes
- 1985-1986 :  Servette FC
- 1993-2000 :  ASEC Mimosas (manageur général, conseiller technique, entraîneur)
- 1999-2000 :  Côte d'Ivoire
- 2001-2002 :  KSK Beveren